# Anelosimus jabaquara
Anelosimus jabaquara är en spindelart som beskrevs av Claude Lévi 1956. Anelosimus jabaquara ingår i släktet Anelosimus och familjen klotspindlar. Inga underarter finns listade i Catalogue of Life.